# Kamilla Gafurzianova
Kamilla Yusufovna Gafurzianova (em russo: Камилла Юсуфовна Гафурзянова; Cazã, 18 de maio de 1988) é uma esgrimista russa de florete. Ela integrou a equipe nacional nos Jogos Olímpicos de 2012, em Londres, onde conquistou uma medalha de prata. Em 2012, ela foi condecorada com a Medalha da Ordem por Mérito à Pátria.

## Biografia
Kamilla Gafurzianova começou a praticar esgrima com doze anos de idade. Ela foi influenciada pelo esporte já que sua mãe e sua irmã o praticava. Antes disso, estudou artes por vários anos, mas era uma prática que não a agradava. Durante uma entrevista de 2013, ela exaltou pontos adquiridos pela esgrima como habilidades que utiliza na vida.

## Carreira
Iniciou sua carreira em competições juniores, alcançando resultados expressivos como a sexta colocação do evento de Budapeste da Copa do Mundo, em 4 de janeiro de 2008, e a medalha de bronze no evento de Lião, em 3 de fevereiro daquele mesmo ano. No mesmo ano, ela participou do Grande Prêmio de São Petersburgo, evento sênior no qual terminou na quadragésima segunda colocação.
Quatro anos depois, Gafurzianova disputou o Campeonato Europeu, realizado em Legnano. No evento individual, obteve um bom desempenho ao vencer a francesa Ysaora Thibus e a russa Larisa Korobeynikova, mas ela foi derrotada pela sua companheira de equipe Inna Deriglazova na decisão, conquistando a medalha de prata. Já por equipes, as russas superaram as polacas na disputa pelo bronze após terem sido derrotadas nas semifinais.
No mesmo ano, ela se qualificou para os eventos individual e por equipes dos Jogos Olímpicos de Londres. No individual, ela debutou na segunda fase contra a polaca Martyna Synoradzka, saindo vitoriosa na partida; contudo, terminou sendo eliminada na fase seguinte após uma derrota para Arianna Errigo, que conquistaria a medalha de prata. Por equipes, integrou a Rússia juntamente com Aida Shanayeva, Larisa Korobeynikova e Inna Deriglazova. As russas venceram as japonesas e as sul-coreanas, classificando-se para a decisão contra as italianas, saindo derrotadas e, consequentemente, terminando com a medalha de prata. Após a derrota, Gafurzianova deu uma entrevista na qual destaca que as esgrimistas russas poderiam enfrentar as italianas em "condições igualitárias", mas
que algo deu errado durante a final olímpica.